# غاريث فاريلي
غاريث فاريلي (بالإنجليزية: Gareth Farrelly)‏ (28 أغسطس 1975 بدبلن في جمهورية أيرلندا - ) هو لاعب كرة قدم أيرلندي في مركز الوسط. شارك مع منتخب جمهورية أيرلندا تحت 17 سنة لكرة القدم ومنتخب جمهورية أيرلندا تحت 21 سنة لكرة القدم ومنتخب جمهورية أيرلندا لكرة القدم. أما مع النوادي، فقد لعب مع أستون فيلا وبرادفورد سيتي وبولتون واندررز وليستر سيتي ونادي إيفرتون ونادي بلاكبول ونادي بوهيميان ونادي بيرنلي ونادي روذرهام يونايتد ونادي كورك سيتي وويغان أتلتيك وWarrington Town F.C. ‏.

## وصلات خارجية
- غاريث فاريلي على موقع الاتحاد الدولي (مؤرشف)  (الإنجليزية)
- غاريث فاريلي على موقع قاعدة بيانات كرة القدم.إي يو (الإنجليزية)
- غاريث فاريلي على موقع Soccerbase.com (لاعب) (الإنجليزية)
- غاريث فاريلي على موقع عالم كرة القدم.نت (الإنجليزية)